# Indisk buksill
Indisk buksill (Pellona ditchela) är en fiskart som beskrevs av Valenciennes, 1847. Indisk buksill ingår i släktet Pellona och familjen Pristigasteridae. Inga underarter finns listade i Catalogue of Life.